# Sam Hanna
Sam (Samuel) Hanna è un personaggio della serie televisiva NCIS: Los Angeles, interpretato da LL Cool J.

## Descrizione
Sam Hanna è un ex operativo del corpo dei Navy SEAL che lavora come agente senior all'NCIS. Grande amico con G. Callen, è molto curioso sul suo passato. Parla e legge in arabo, usandolo per assistere il team con la traduzione e la conversazione quando si tratta di casi di intelligence araba e ha una conoscenza enciclopedica del Corano. Vive ancora secondo il codice di condotta dei SEAL della Marina e ha un forte senso dell'onore. In diversi episodi, tra cui Oro e Tungsteno, Sam dice di soffrire di coulrofobia (paura dei clown). Come si è visto nell'episodio La testa del serpente (1x04), Sam pratica origami.
Sam è un individuo estremamente determinato. È stato rivelato che il sogno di Sam da bambino era quello di diventare un operatore di squadra SEAL e che prima di arruolarsi nella Marina non sapeva nemmeno nuotare.
Sam a volte può diventare emotivamente coinvolto nei suoi casi, come dimostra nell'episodio Ricatti e inganni (1x11) e il suo stretto rapporto con Moe; oppure dalla sua promessa non autorizzata di un comandante della Marina per salvare sua figlia rapita (episodio Piccoli angeli - 2x05), nonostante fosse ufficialmente un caso dell'FBI ed anche il suo rifiuto di rinunciare alla ricerca del compagno di squadra Dominic Vail dopo che quest'ultimo viene rapito.
È stato rivelato che Sam ha due figli, un maschio e una femmina. È altamente protettivo, arrivando anche al punto di seguire la figlia per un mese quando ha iniziato a prendere lo scuolabus. Callen è a conoscenza della loro esistenza ed è anche chiamato "Zio Callen" da parte dei bambini di Sam. Nell'episodio Il mercante di bombe (4x06), si scopre che la moglie di Sam è un agente della CIA dormiente. Si sono innamorati quando hanno lavorato insieme per una missione task force congiunta riuscendo a catturare Isaak Sidorov, un trafficante d'armi russo.
In Consegna speciale (2x04), Sam afferma di aver giocato a football al liceo, in posizione di wide receiver, anche se aveva come aspirazione quella di giocare quarterback.
Nell'episodio Partners (3x14) si festeggia Sam e Callen che sono partner da più di 5 anni. Sam chiama Callen, "G" quasi sempre a differenza degli altri membri del team che raramente si riferiscono a lui come "G".
Sam è amico dell'ex Navy SEAL tenente comandante Steve McGarrett della Hawaii Five-0 e si può supporre che facessero parte della stessa squadra SEAL essendo stati entrambi di stanza a Coronado durante il loro servizio.
Nel finale della quarta stagione, Sam è in coppia con Deeks che lo affronta a proposito della sua diffidenza verso di lui. Sam ammette con Deeks che non lo vede di buon occhio: ha alcune cose che non gli piacciono, tipo il modo che ha di portare i capelli. Più tardi, Deeks salva la vita di Sam e finisce catturato e torturato da Sidorov. In Pericolo nucleare (5x01) dopo essere stato trovato da Kensi e Granger, Deeks dice a Sam che non si è arreso, nemmeno sotto tortura e quindi non svelando dove si trovasse Michelle. Sam afferma che ora gli deve un favore per il resto della sua vita, per quello che ha fatto per lui e Michelle. Quando Deeks ammette che sta pensando di smettere, Sam gli dice che sarebbe un errore, ammettendo con lui che è un grande poliziotto.
Nella sesta stagione, si scopre che il padre di Sam lo mandò alla scuola militare e rimase deluso quando Sam si unì alla Marina piuttosto che il corpo dei Marines. Il figlio di Sam, Aiden, frequenta anche lui una scuola militare e al ritorno per le vacanze di Natale 2014 dice di essere stato promosso a Sergente Cadetto.
Sam ha servito in Bosnia, Iraq ed Afghanistan ed è ricordato come una leggenda dai suoi commilitoni. Durante il servizio in Bosnia fu catturato, torturato e sepolto vivo da alcuni ribelli insieme al suo commilitone Bryan Dickerson. In quell'occasione il suo amico si sacrifico' per salvargli la vita.
Oltre all’Arabo sa parlare Giapponese, Persiano, Danese, Coreano, Spagnolo, Ebraico.

## Abilità
Grazie al tempo trascorso nei Navy SEAL Sam è molto abile con le armi da fuoco.
È anche un esperto di esplosivi e in più di un'occasione ha dimostrato di essere un abile artificiere. Inoltre è molto abile nel combattimento ravvicinato, riuscendo a sconfiggere più avversari contemporaneamente con relativa facilità o individui altamente addestrati come l'ex operativo SAS John Craig. È anche un esperto di arti marziali miste.